# Parkleitsystem

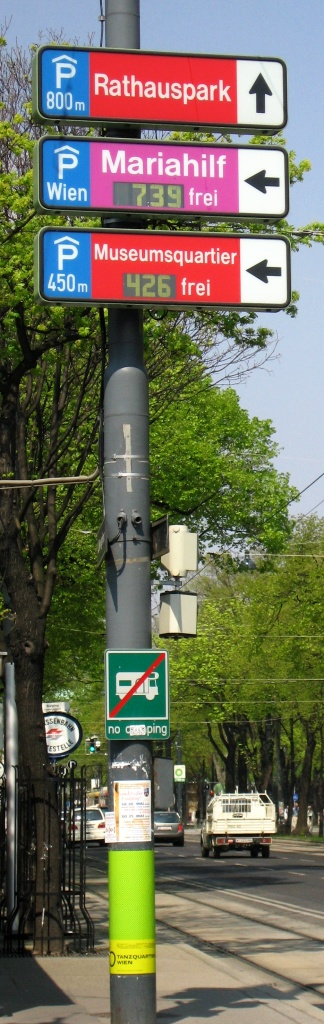
Parkleitsystems Wien, mit Distanz und Richtungsangaben

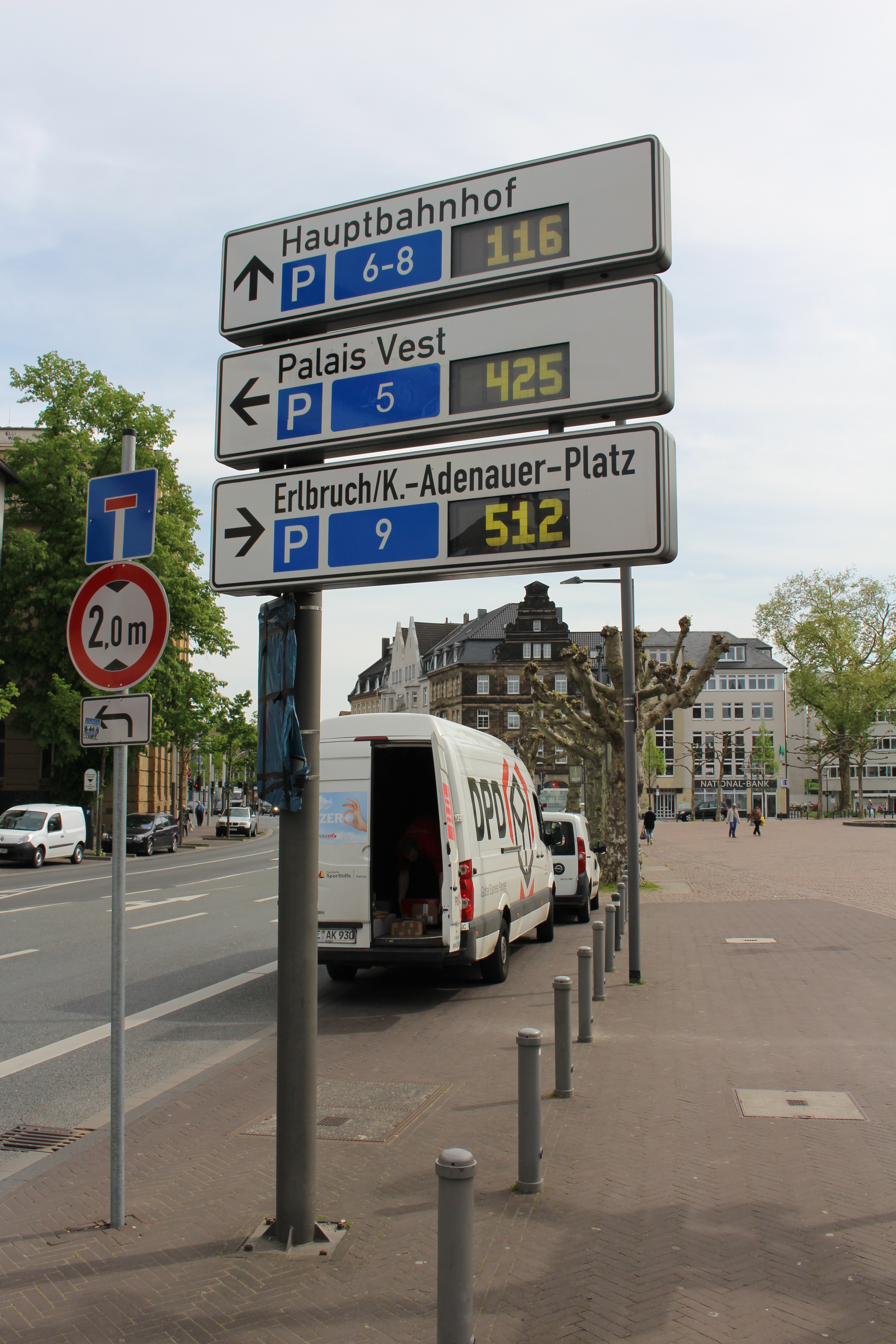
Dynamisches Parkleitsystem mit Nummerierung und Verfügbarkeitsanzeige, Recklinghausen

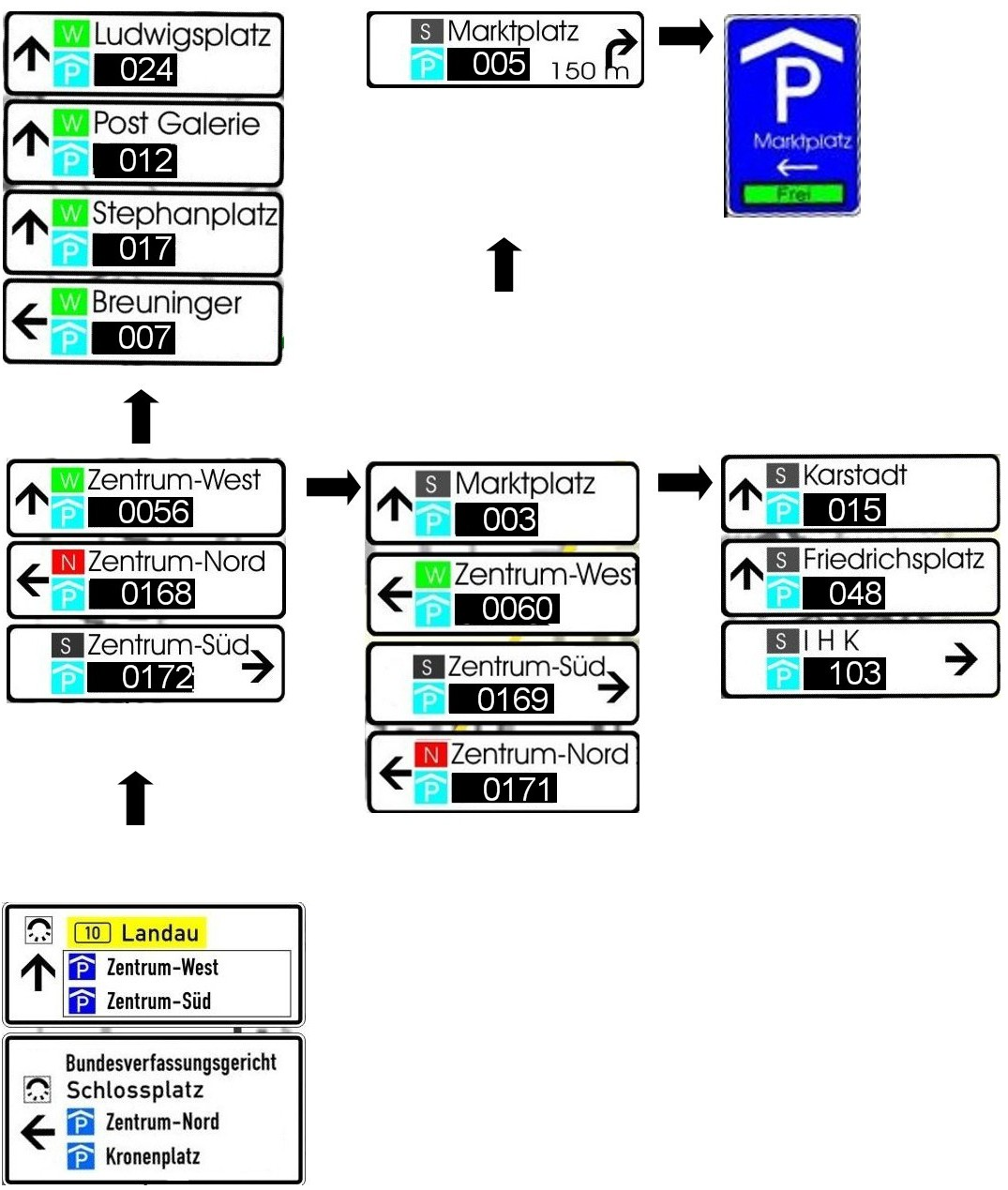
Schematische Darstellung

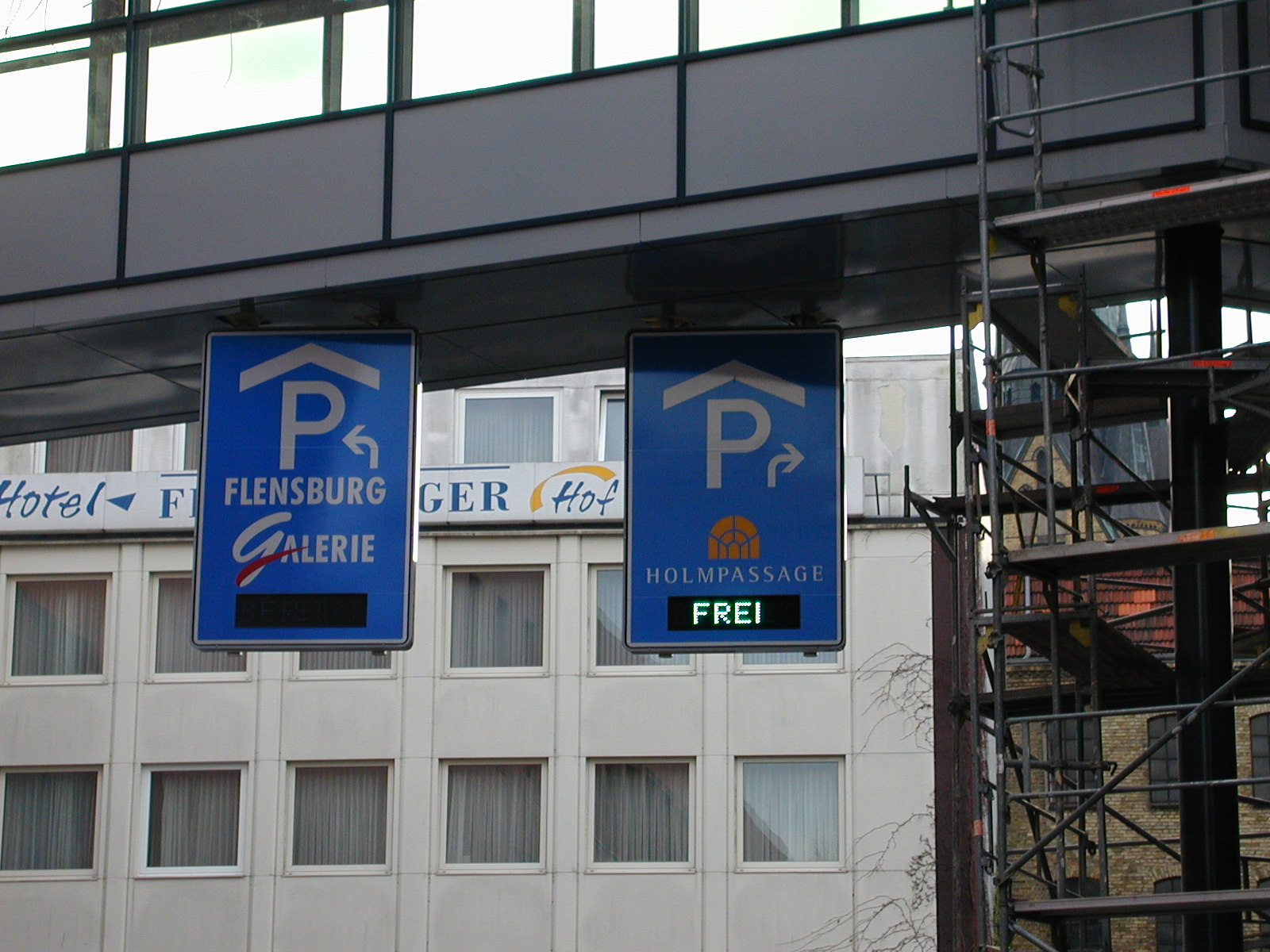
Parkhausanzeige Flensburg

Ein Parkleitsystem ist ein System, das Autofahrern mit Hilfe von dynamischen und statischen Anzeigetafeln und Informationshinweisen, zu einem freien Parkplatz leiten soll.
Viele der heutzutage genutzten Systeme sind automatisch, rechnerunterstützt und bedienen sich elektronischer Anzeigen, die über die verfügbaren Parkplätze Auskunft geben.

## Zweck
Parkleitsysteme sind meistens innerhalb großer Städte mit viel Verkehr zu finden. Sie sollen helfen, den Verkehr zu bewältigen und insbesondere Staus in und um Parkplätze bzw. Parkhäuser zu vermeiden. Die einzelnen Parkleitsysteme sind immer dem Verkehrskonzept einer Stadt angepasst. Darüber hinaus werden solche Systeme auch in spezifischen Situationen angewandt, die punktuell hohen Verkehr mit sich tragen. Beispiele dafür sind Messen, Stadien, Einkaufszentren usw.
Verschiedene Autobahnparkplätze verfügen über ein Parkleitsystem, welches LKW-Fahrern helfen soll, freie Stellplätze zu finden.

## Systemerläuterung
In Parkhäusern oder auf Parkplätzen werden die noch freien Plätze gezählt, indem das System die ein- und ausfahrende Fahrzeuge zählt, und die freien Plätze berechnet. Die Information über freie und besetzte Parkplätze werden dann an einen Computer übermittelt, der diese an die Anzeigetafeln weiterleitet.
Einige Parkleitsysteme bieten außerdem im Internet aktuelle Übersichten an.
Das System ermöglicht dem Autofahrer bessere Planung und vermeidet somit unnötige Fahrten zu besetzten Parkhäusern.

## Dynamische Parkleitsysteme
Da jedes Parkleitsystem auf den Verkehrsfluss und den Wunsch der Städte angepasst wird, unterscheiden sie sich im Aussehen und in der Gliederung der einzelnen Anzeigetafeln. So wird oft dem Autofahrer bei der Einfahrt in eine Stadt grob dargestellt, in welche Bereiche das Parkleitsystem gegliedert ist; dies geschieht mit Hilfe von Informationshinweistafeln. An den nächsten Standorten findet er dann diese Information wieder. Auf dem Weg zum gewünschten Parkhaus findet der Autofahrer Anzeigetafeln kurz vor Kreuzungen angebracht. Bei dynamischen Anzeigen bekommt der Fahrer auch Informationen über die Lage der freien Parkplätze mit der Meldung „frei“, „besetzt“ oder gar „geschlossen“.
Die Information über die freien Parkplätze, werden umso genauer, je mehr man sich einem Parkhaus nähert. Das bedeutet beispielsweise an der ersten Anzeige werden die Stellplätze mit einer Toleranz von ±20 Plätzen angezeigt, an der nächsten mit ±10, bis die genaue Anzahl der noch verfügbaren Parkplätze angezeigt wird. Somit lässt sich der Verkehr und der einzelne Fahrer bei der Wahl seines Parkhauses beeinflussen.
Viele Parkhäuser verfügen selbst über Parkhausanzeigen eine direkt geschaltete dynamische Anzeigetafel. Diese befindet sich normalerweise direkt an der Einfahrt in das Parkhaus und zeigt oft nur noch „frei“, „besetzt“ oder „geschlossen“ an.

## Statische Parkleitsysteme

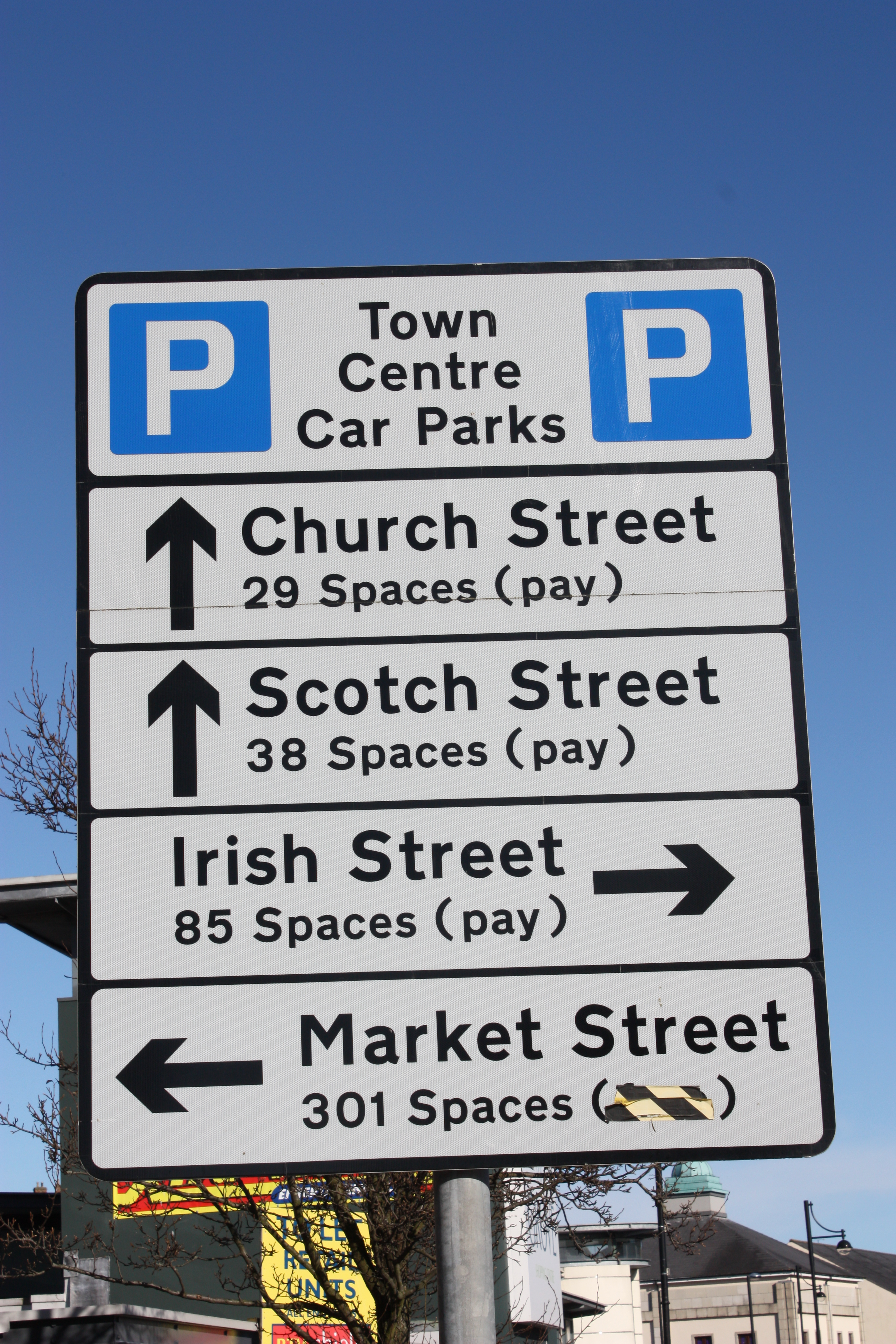
Statische Beschilderung in Downpatrick

Parkleitsysteme ohne variable Anzeigen verweisen nur auf die Lage, in manchen Fällen auch auf die Kapazität von Parkmöglichkeiten. Manche Städte weisen auch eine Route aus, die an mehreren Parkmöglichkeiten vorbeiführt. Solche manchmal Parkroute oder Parkring genannten Wegweisungen sind einfacher als dynamische Parkleitsysteme.